# EV Mittenwald
Der EV Mittenwald ist ein Eishockeyverein aus Mittenwald im Landkreis Garmisch-Partenkirchen, der früher an der zweithöchsten Spielklasse – der Oberliga – teilnahm. Der genaue Vereinsname lautet Eislaufverein Mittenwald.

## Geschichte
Ursprünglich kam der 1963 als SC Garmisch-Partenkirchen gegründete Verein aus Garmisch-Partenkirchen, wo bis zum Bau des Eisstadions in Mittenwald auch gespielt wurde. Zu den Gründungsmitgliedern zählen: Walter Fichtl, Arthur Haas, Günter Lorber, Werner Urban, Alois Wurmer, Lothar Warnke, Günther Zirngibl, Alois Struss, Mayer Carly und Schandl Franz.
Erstmals im höherklassigen Ligenspielbetrieb nimmt die Seniorenmannschaft des Vereins in der Saison 1965/66 an der drittklassigen Regionalliga teil. In der Saison 1967/68 gelang der Mannschaft der Aufstieg in die zweitklassige Oberliga 1968/69, die aber sportlich nicht gehalten werden konnte.
Im Sommer 1969 nannte sich der Verein in EV Mittenwald um und nahm in der Saison 1969/70 wieder an der Regionalliga teil, wo der sofortige Wiederaufstieg in die Oberliga gelang.
Nach der Saison 1972/73 zog der Verein die Mannschaft, die für die Eishockey-Oberliga 1973/74 sportlich qualifiziert war, zurück und setzte den Spielbetrieb in den Ligen des Bayerischen Eissportverbandes fort.
Nachdem in der Saison 1978/79 und 1979/80 wieder an der viertklassigen Regionalliga Süd von der Seniorenmannschaft teilgenommen wurde, gelang in der Saison Regionalliga Süd die erneute Teilnahme bis zum sportlichen Abstieg nach der Saison 1985/86. In der Spielzeit 1990/91 konnten sie neben dem 1. Platz in der Landesliga Süd auch die Bayerische Landesligameisterschaft feiern.
In der Saison 2007/08 erreichte die Seniorenmannschaft in der – sechstklassigen – Bezirksliga Bayern – die Vizemeisterschaft in der Gruppe Süd hinter dem – auf den Aufstieg verzichtenden – SC Gaißach, was zum Aufstieg in die – fünftklassige – Landesliga Bayern reichte. Nach der Saison 2008/09 stieg die Mannschaft erneut in die Bezirksliga Bayern ab.

### Erfolge
| - Aufstieg in die Oberliga/2. Liga 1968, 1970 - Aufstieg in die Regionalliga/3. Liga 1965 - Aufstieg in die Regionalliga 1978, 1983 - Aufstieg in die Bayernliga 1982 - Bayerischer Landesliga-Meister 1991 - Bayerischer Landesliga-Meister Süd 1982, 1991 | - Bayerischer Landesliga-Vizemeister Süd 1988 - Aufstieg in die Landesliga 2008, 2019 - Bayerischer Bezirksliga-Meister 2019 - Bayerischer Bezirksliga-Meister Ost 2022 Süd 2025 - Bayerischer Bezirksliga-Vizemeister Süd 2008, 2010, 2011, 2017, 2019, 2024 |  |

## Heute
Neben der Seniorenmannschaft des EV Mittenwald, die an der – sechstklassigen – Bezirksliga Bayern teilnimmt, nimmt der EV Mittenwald auch mit Nachwuchsmannschaften am Spielbetrieb teil.

## Arena Mittenwald
Der EV Mittenwald trägt seine Spiele in der ECS-Arena Mittenwald aus. Diese wurde 1968 als offenes Kunsteisstadion erbaut und 2006 überdacht. 2004 übernahm ein privater Investor das Stadion von der Gemeinde Mittenwald. Am 18. Dezember 2023 wurde die Arena geschlossen, nachdem der Betreiber der Halle einen Insolvenzantrag gestellt hatte.